# Molecular Biology and Evolution
Molecular Biology and Evolution è una rivista mensile di proprietà della Society for Molecular Biology and Evolution e pubblicata dalla Oxford University Press. Pubblica lavori scientifici che sono a cavallo tra la biologia molecolare e quella evolutiva. Fu fondata nel 1983 da Walter M. Fitch e Masatoshi Nei; I redattori capo sono Claudia Russo e Brandon Gaut.
Nel 2023, il suo fattore di impatto era 11,0.